# Lina Larissa Strahl

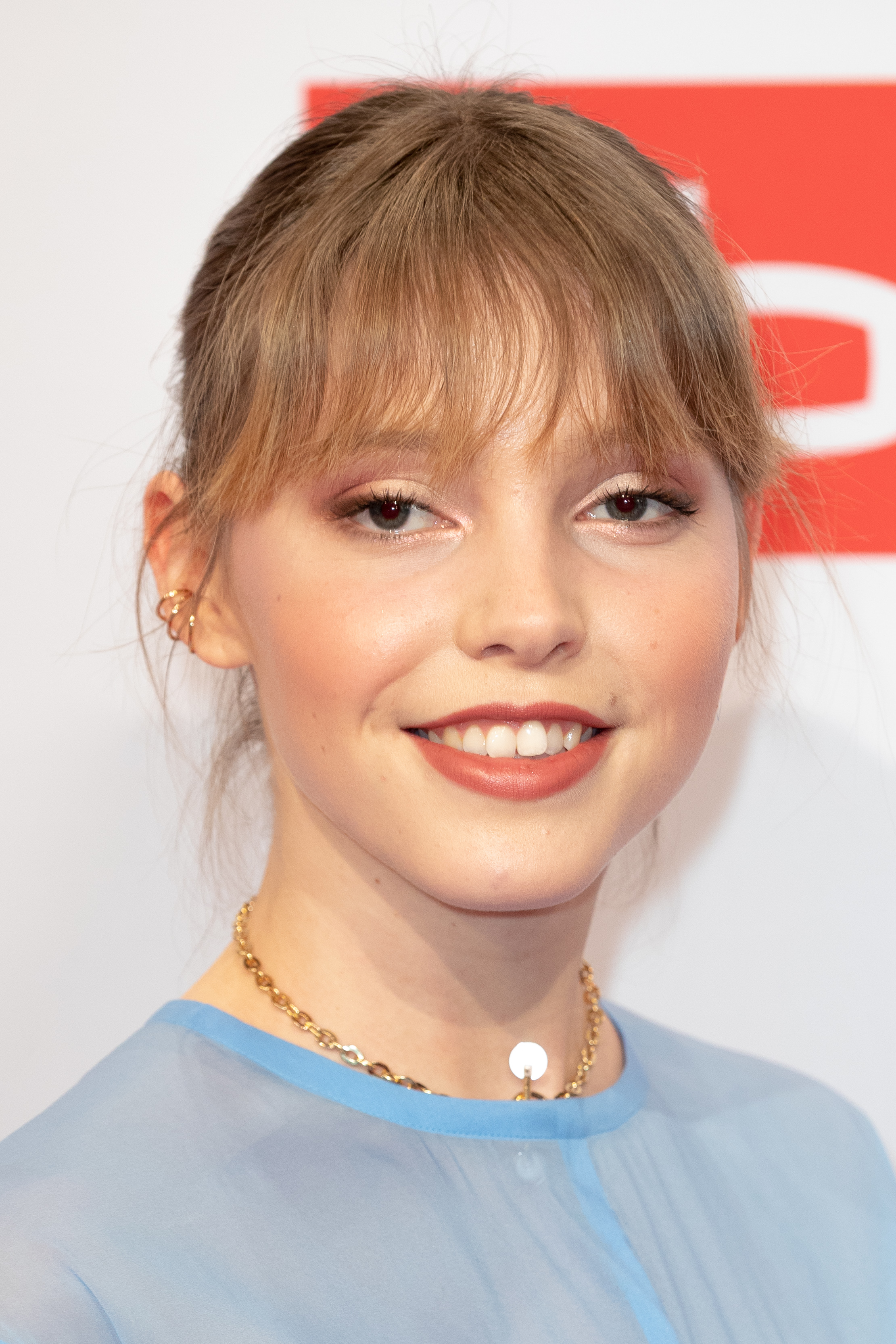
Lina Larissa Strahl (2019)

Lina Larissa Strahl (* 15. Dezember 1997 in Seelze), als Sängerin auch nur Lina, ist eine deutsche Schauspielerin, Synchronsprecherin und Singer-Songwriterin. Bekannt wurde sie als Bibi Blocksberg in den Verfilmungen der Bibi & Tina-Reihe.

## Werdegang
Im Frühjahr 2013 gewann Lina Larissa Strahl mit ihrem Song Freakin’ Out den vom Fernsehsender KiKA ausgetragenen Wettbewerb Dein Song zur Wahl des „Nachwuchssongwriters des Jahres“. Ihr Lied produzierte sie zusammen mit der Electropopgruppe MIA. Auf den Sieg bei Dein Song folgten weitere Auftritte unter anderem bei TV total und zusammen mit Helene Fischer. Im Oktober 2013 wurde ihre zweite Single Richtig gehört veröffentlicht.
Im Sommer 2013 sprach Strahl für eine Rolle in dem Film Bibi & Tina – Der Film vor und erhielt die Titelrolle der Bibi Blocksberg. Der Film wurde unter der Regie von Detlev Buck gedreht und kam am 6. März 2014 in die Kinos. Sie steuerte mehrere Stücke zum Soundtrack bei. In den Fortsetzungen Bibi & Tina: Voll verhext! (2014), Bibi & Tina: Mädchen gegen Jungs (2016) und Bibi & Tina: Tohuwabohu Total (2017) wirkte sie in der gleichen Rolle mit.

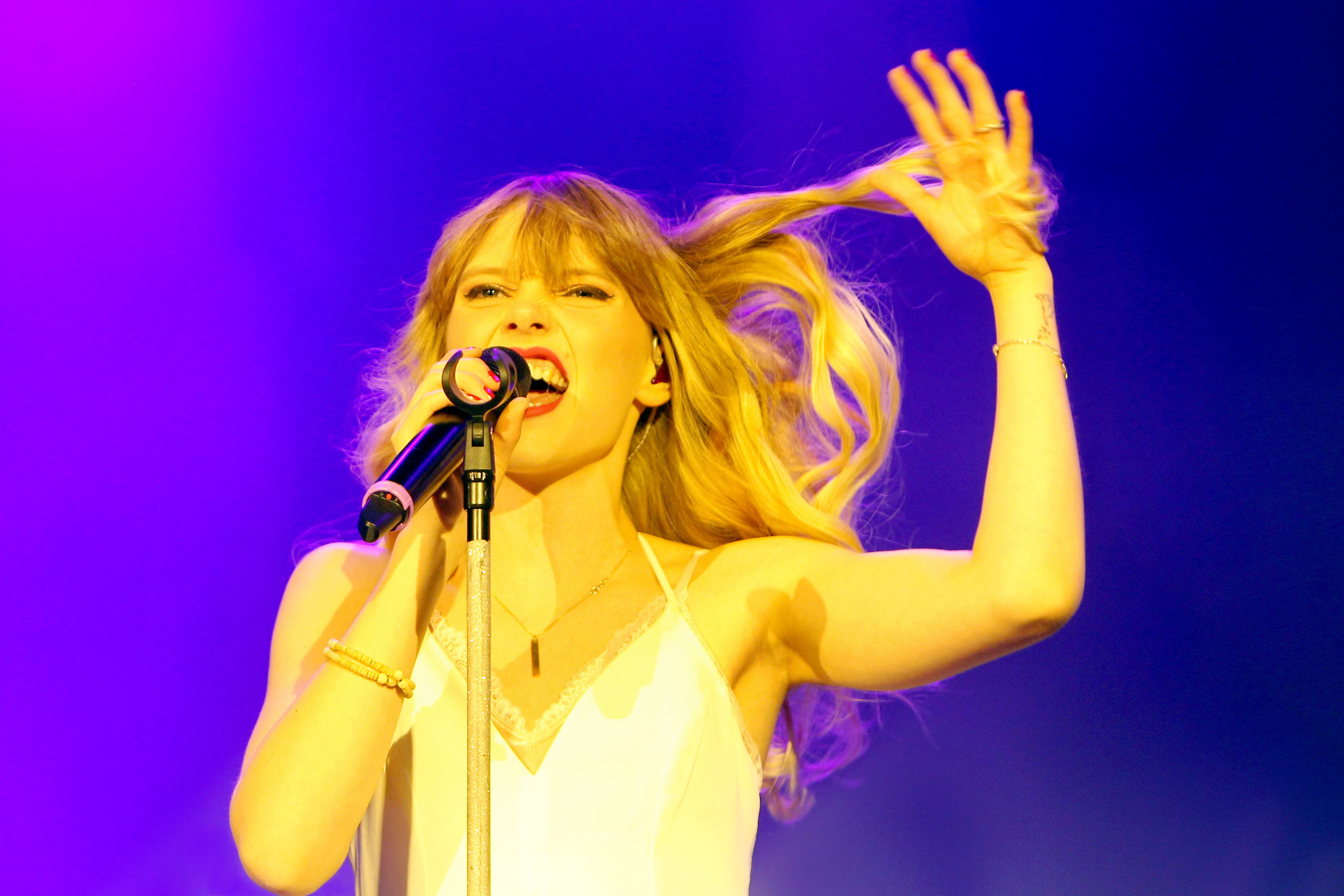
Strahl 2018 beim Tollwood-Festival

2016 wurde ihr erstes eigenes Album Official veröffentlicht. Im Juni und Juli war sie in sieben deutschen Großstädten auf Tour. Im selben Jahr war sie im Kino als Sprechstimme der Vaiana aus Vaiana zu hören. 
Ihr zweites Album Ego erschien am 3. November 2017 bei der BMG Rights Management GmbH. Einige Songs dieses Albums stellte Strahl bereits im Rahmen der Glitzer Deluxe Tour 2017 vor, welche vom 21. Mai 2017 bis zum 26. August 2017 ging. Louis Held, Tilman Pörzgen und Phil Laude, die Strahl alle bei den Dreharbeiten zu den Bibi-&-Tina-Filmen kennengelernt hatte, begleiteten sie während der Tour und traten bei einigen Songs mit ihr zusammen auf.
Im Frühjahr 2018 ging Strahl auf Fan Von Dir Tour. Im Sommer folgten zusätzlich neun weitere Freiluftkonzerte.
Ihr drittes Album R3BELLIN wurde am 9. November 2018 veröffentlicht, zuvor erschien mit Rebellen die erste Single. Am 30. November 2018 trat sie mit dem Song Hype bei The Dome auf. Im März 2019 fand die Um Zu Rebellieren Tour statt. In fast allen Städten trat Tilman Pörzgen im Vorprogramm auf.
Im Oktober 2019 synchronisierte Lina Larissa Strahl Moxy, die Hauptrolle des Animationsfilms UglyDolls. Im November und Dezember 2019 war sie als Kandidatin in der Sat.1-Show Dancing on Ice zu sehen und belegte Platz 3.
Im November 2020 veröffentlichte sie die Single Meins und im Januar 2021 folgte ihre EP Meins. Am 17. Dezember 2021 wurde ihr Song Wasser veröffentlicht.
Am 11. März 2022 wurde Look Up To The Sky, der Titelsong für die Märchenadaption Peterchens Mondfahrt (2021), veröffentlicht.
Anfang 2023 veröffentlichte sie ihr neues Studioalbum 24/1. 2024 war sie Teilnehmerin bei der 17. Staffel der RTL-Sendung Let’s Dance. Sie erreichte mit ihrem Tanzpartner Zsolt Sándor Cseke den 11. Platz.
Am 22. Februar 2024 erschien die erste Folge ihres Podcasts „Fühl ich“, der in Zusammenarbeit mit Dasding beim Südwestrundfunk wöchentlich erscheint. 2024 war sie wieder als Sprechstimme der Vaiana in Vaiana 2 tätig. Am 8. Juni 2025 nahm sie als Jurymitglied an der Jewrovision teil.

## Privatleben

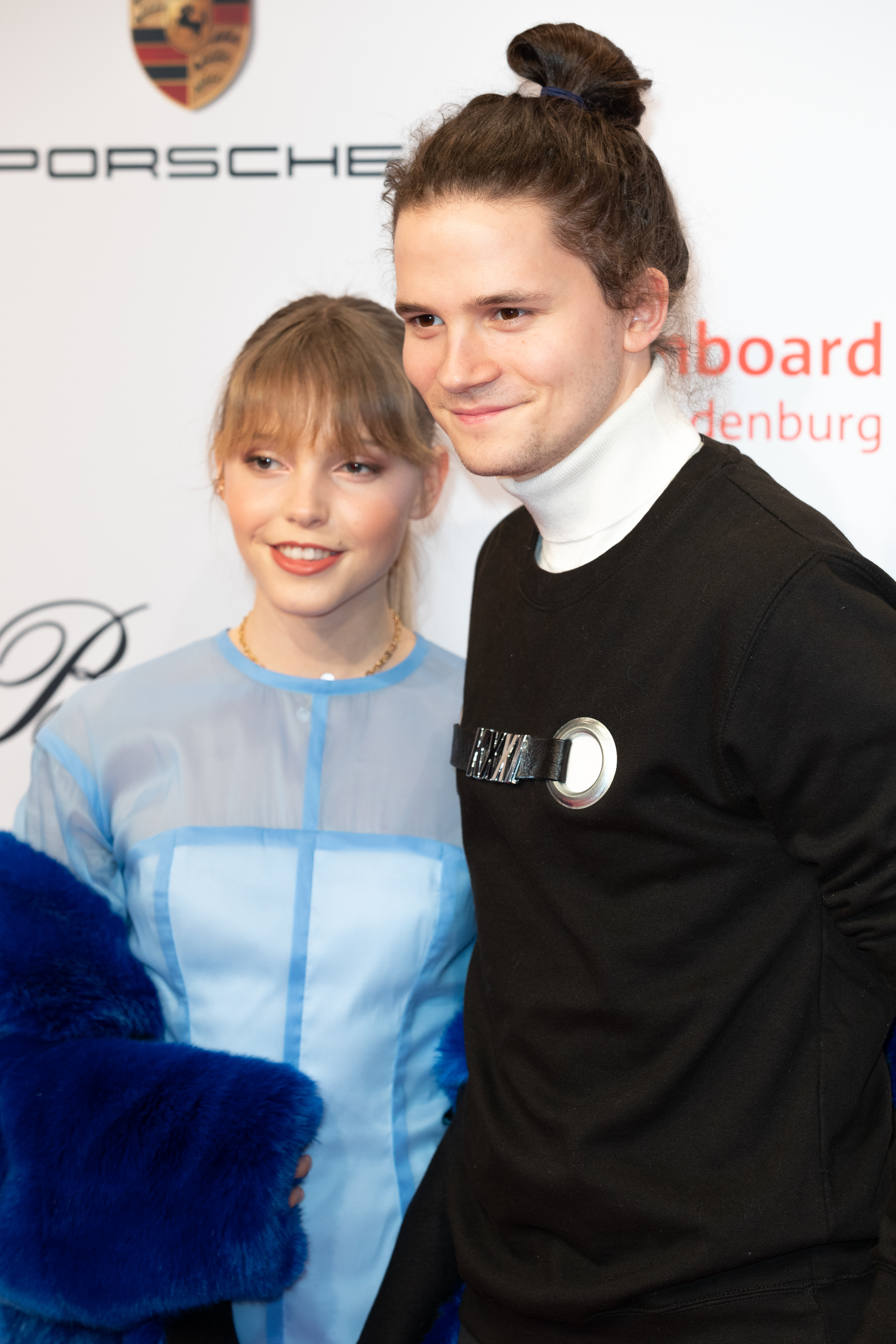
Strahl mit Tilman Pörzgen (2019)

Lina Larissa Strahl besuchte das Georg-Büchner-Gymnasium in Letter, einem Stadtteil von Seelze.
Von 2016 bis 2023 war sie mit Tilman Pörzgen liiert. Das Paar lebte in Hamburg.

## Diskografie
Studioalben

| Jahr | Titel Musiklabel                      | Höchstplatzierung, Gesamtwochen, AuszeichnungChartplatzierungen (Jahr, Titel, Musiklabel, Platzierungen, Wochen, Auszeichnungen, Anmerkungen) | Höchstplatzierung, Gesamtwochen, AuszeichnungChartplatzierungen (Jahr, Titel, Musiklabel, Platzierungen, Wochen, Auszeichnungen, Anmerkungen) | Höchstplatzierung, Gesamtwochen, AuszeichnungChartplatzierungen (Jahr, Titel, Musiklabel, Platzierungen, Wochen, Auszeichnungen, Anmerkungen) | Anmerkungen                                            |
| Jahr | Titel Musiklabel                      | DE | AT | CH | Anmerkungen                                            |
| ---- | ------------------------------------- | --- | --- | --- | ------------------------------------------------------ |
| 2016 | Official BMG Rights Management (Sony) | DE12 Gold · (37 Wo.)DE | AT55 (1 Wo.)AT | — | Erstveröffentlichung: 27. Mai 2016 Verkäufe: + 100.000 |
| 2017 | Ego BMG Rights Management (WMG)       | DE4 (27 Wo.)DE | AT25 (5 Wo.)AT | CH73 (3 Wo.)CH | Erstveröffentlichung: 3. November 2017                 |
| 2018 | R3bellin BMG Rights Management (WMG)  | DE2 (19 Wo.)DE | AT10 (3 Wo.)AT | CH25 (1 Wo.)CH | Erstveröffentlichung: 9. November 2018                 |
| 2023 | 24/1 BMG Rights Management (WMG)      | DE9 (1 Wo.)DE | — | — | Erstveröffentlichung: 3. März 2023                     |

## Filmografie
Als Schauspielerin
- 2014: Bibi & Tina
- 2014: Bibi & Tina: Voll verhext!
- 2016: Bibi & Tina: Mädchen gegen Jungs
- 2017: Bibi & Tina: Tohuwabohu Total
- 2017: The Lodge (Fernsehserie, 8 Folgen)
- 2022: Alle für Ella

Als Synchronsprecherin
- 2016: Auliʻi Cravalho als Vaiana in Vaiana
- 2018: Auliʻi Cravalho als Vaiana in Chaos im Netz
- 2019: Molly Gordon als Triple A in Booksmart
- 2019: Kelly Clarkson als Moxy in UglyDolls (Moxy)
- 2021: Geraldine Viswanathan als Winnie Coyle in Rumble – Winnie rockt die Monster-Liga
- 2022: Olivia Cooke als Georgia Nolan in Fireheart[23]
- 2024: Emily Blunt als Eini, das Einhorn in IF: Imaginäre Freunde
- 2024: Auliʻi Cravalho als Vaiana in Vaiana 2

## Auszeichnungen
- 2013: Dein Song – „Songwriter des Jahres 2013“
- 2015: New Faces Award – Sonderpreis (Bibi & Tina: Voll verhext!) – mit Lisa-Marie Koroll für ihre schauspielerische Leistung in der Filmreihe Bibi & Tina.[24]
- 2017: ECHO-Nominierung Künstlerin Pop national
- 2018: ECHO-Nominierung Künstlerin Pop national
- 2018: Audi Generation Award in der Kategorie „Medien“[25][26]
- 2019: Young ICONs-Award in der Kategorie „Schauspieler/in“[27][28]